# Liste der Mitglieder des Landtages (Freistaat Schaumburg-Lippe) (2. Wahlperiode)
Diese Liste gibt einen Überblick über alle Mitglieder des Landtages des Freistaates Schaumburg-Lippe in der 2. Wahlperiode (1922 bis 1925).
- Karl Abelmann, SPD
- Wilhelm Behrens, USPD, ab 1922 SPD
- Heinrich Böhning, SPD (ausgeschieden 1924)
- Rudolf Bretthauer, DDP (ausgeschieden 1922)
- Heinrich Brunstermann, DNVP (eingetreten 1922 für Abg. Hermann Schmidt)
- Wilhelm Dühlmeier, DVP (ausgeschieden am 1. Oktober 1924)
- Ernst Hohmeyer, DNVP
- Heinrich Kapmeier, SPD (eingetreten 1924 für Abg. Heinrich Böhning)
- Marie Kreft, SPD
- Friedrich Krömer, Landbund
- Carl Lagershausen, DVP (eingetreten im Dezember 1923 für Abg. Heinrich Zwitzers)
- Erwin Loitsch, SPD
- Heinrich Lorenz, SPD (ausgeschieden 1922)
- Wilhelm Pickert, SPD
- Robert Reinisch, Handwerkerbund
- Hermann Rinne, DDP (eingetreten 1922 für Abg. Rudolf Bretthauer)
- Hermann Schmidt, DNVP (ausgeschieden 1922)
- Georg Tietz, SPD (eingetreten 1922 für Abg. Heinrich Lorenz)
- Christian Weßling, DVP (eingetreten am 1. Dezember 1924 für Abg. Wilhelm Dühlmeier)
- Heinrich Zwitzers, DVP (ausgeschieden am 20. Dezember 1923)